# Hans Carlsson (militär)
Hans Gösta Carlsson, född 21 juli 1922 i Sankt Johannes församling i Stockholms stad, död 26 oktober 2003 i Oscars församling i Stockholms län, var en svensk militär.

## Biografi
Carlsson avlade studentexamen 1941. Han avlade officersexamen vid Kungliga Krigsskolan 1944 och utnämndes samma år till fänrik. Han gick Högre kursen vid Artilleri- och ingenjörhögskolan 1949–1951, befordrades till kapten vid Göta ingenjörkår 1954 och var lärare och kurschef vid Artilleri- och ingenjörofficersskolan 1956–1961. Han var kompanichef vid Svea ingenjörregemente 1961–1962 och lärare vid Militärhögskolan 1962–1966, befordrad till major 1963. Åren 1966–1967 var han bataljonschef vid Svea ingenjörregemente. År 1967 befordrades han till överstelöjtnant och var 1967–1977 chef för Arméns skyddsskola (namnändrad till Försvarets skyddsskola 1968). Åren 1977–1979 var han chef för Arméns fältarbetsskola. Han befordrades till överste 1979 och var 1979–1982 chef för Bodens ingenjörregemente.